# 阪神電気鉄道尼崎工場

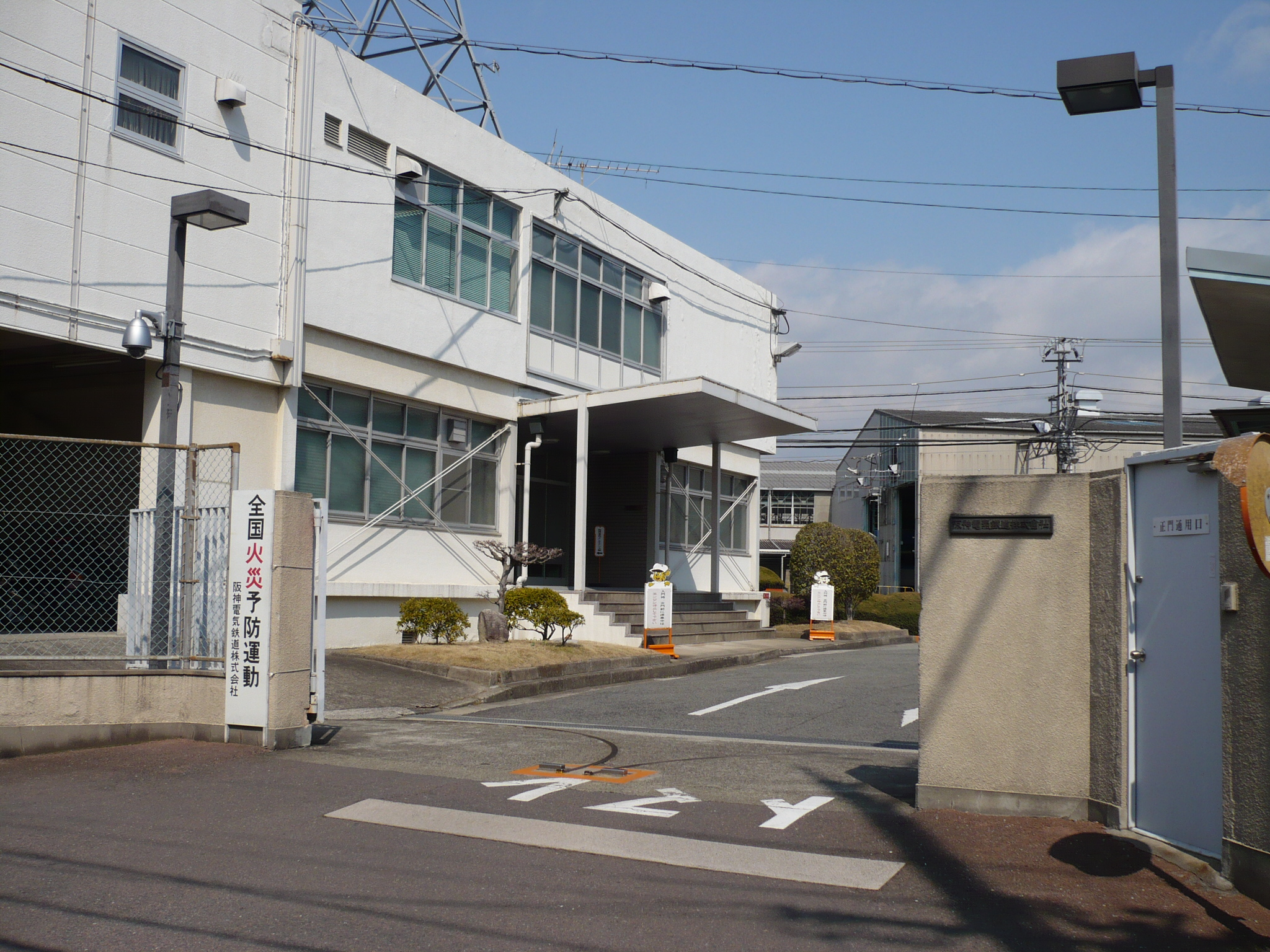
阪神尼崎車庫・工場正面玄関

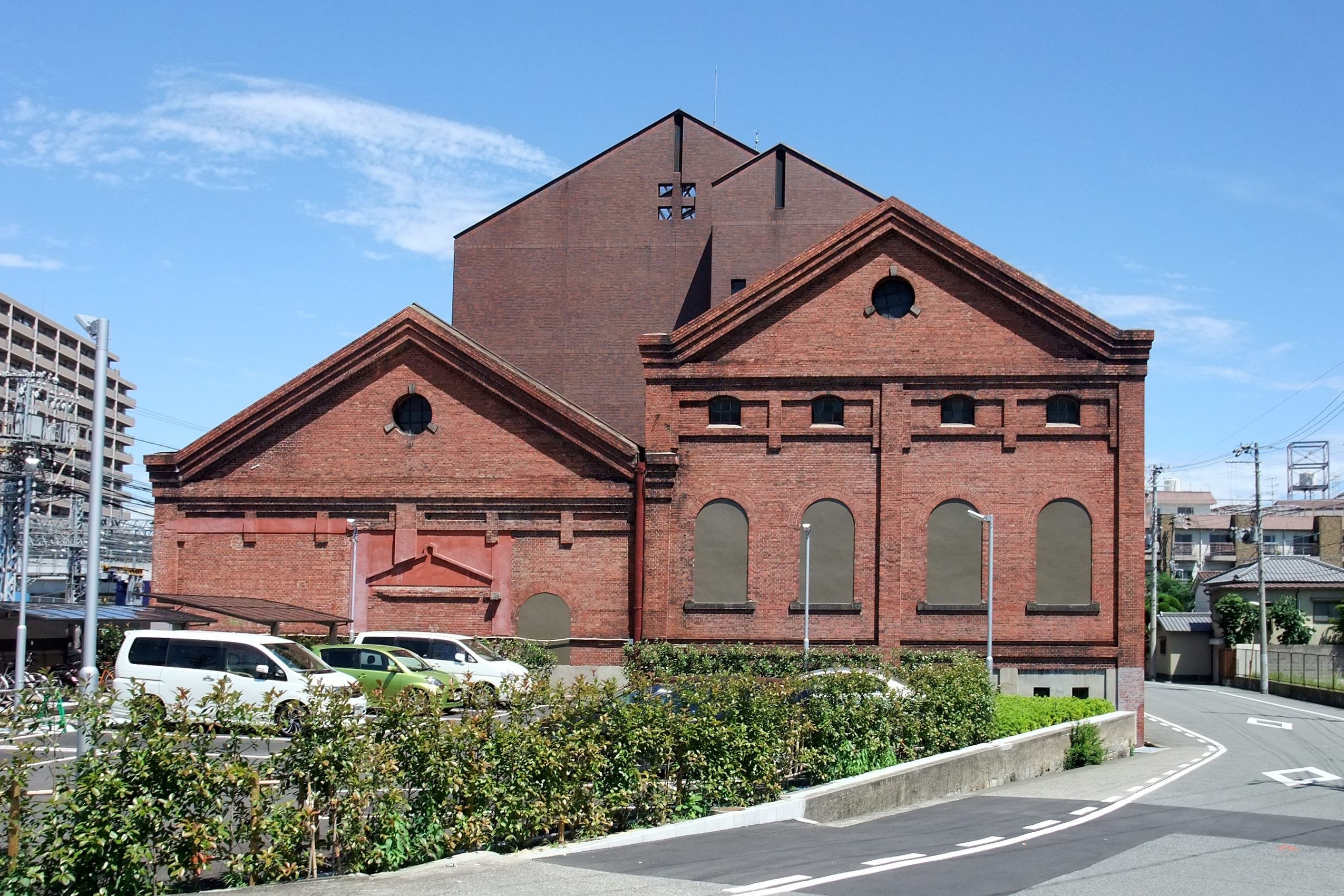
旧阪神尼崎発電所（解体され現存しない）

阪神電気鉄道尼崎工場（はんしんでんきてつどうあまがさきこうじょう）は兵庫県尼崎市にある阪神電気鉄道の車両工場である。阪神電車および他社の全般検査や改造工事を行っている。尼崎車庫（あまがさきしゃこ）が併設されている。

## 概要
- 尼崎駅東側にあり、本線神戸行き大物駅→尼崎駅間の高架上から全体を眺めることが出来る。車庫から尼崎駅を通らず阪神なんば線へ直接出庫できるようになっている。
- 工場は車庫内東側にあり、自社車両部及び阪神車両メンテナンスが担当している。
- 車庫西側には明治34年（1901年）竣工の煉瓦造りの旧尼崎発電所（火力発電所）があった。阪神電気鉄道が開業した当時、この尼崎発電所と御影発電所で発電された電気を電車の走行に使用していたほか、沿線で一般家庭にも配電していた。発電所としての機能を停止したあとは長らく資材倉庫として利用されたが、老朽化もあり2024年末から2025年年初にかけて解体された。跡地にはオフィスビルが建つ予定[1][2]。
- 開業当初は、阪神電気鉄道の本社を併設していた（後に梅田、現在のハービスOSAKA・ハービスENTの場所へ移転し、2018年現在は野田阪神ウイステに所在）。[3]
- 山陽電気鉄道や近畿日本鉄道などの他社の車両も入庫している。 尼崎車庫は、朝夕の時間帯には近鉄の2連車が増結待機のために入庫している。2014年7月17日には、阪急5100系電車が能勢電鉄への売却改装のため阪急西宮北口駅から新開地駅を経て阪神の線路に入り、阪神電気鉄道尼崎工場まで自力走行で回送された[4]。

## 事故
- 2020年6月22日17時45分ごろ、入庫していた山陽電気鉄道5000系電車5703編成が、留置線の車止め手前で停止せず、車止めに乗り上げて脱線する事故が発生した[5][6]。その後、5703編成は梅田・西代方の5703・5803・5503・5237の4両については修復を断念し、2022年3月31日付けで廃車となった。残る姫路方の5253・5603の2両は保留車となっている。